# Lista de modelos de iPhone
Esta é uma lista e comparação de dispositivos iPhone projetados e comercializados pela Apple Inc.

## Comparação de modelos
Legenda
| Obsoleto                            | Produtos que foram descontinuados há pelo menos sete anos. Produtos obsoletos não são mais elegíveis para serviço de produtos pela Apple em todo o mundo. |
| Vintage                             | Produtos que foram descontinuados entre cinco e sete anos atrás. Produtos vintage continuam a receber serviço de hardware da Apple apenas nos Estados Unidos e na Turquia. Eles são considerados obsoletos ou sem suporte fora dos Estados Unidos, Turquia e França. |
| Descontinuado e sem suporte         | Produtos que foram descontinuados há menos de cinco anos e não conseguem suportar a versão mais recente do iOS. |
| Descontinuado mas ainda com suporte | Produtos que foram descontinuados, mas conseguem suportar a versão mais recente do iOS. |
| Atual                               | Produtos que estão atualmente à venda e disponíveis para compra. |
| Próximos                            | Produtos que foram anunciados, mas ainda não foram lançados. |

| Geração | Modelo                 | Anunciado              | Lançado                                                      | Descontinuado                                                  | Sem suporte            | Sem suporte                                 | Meses com suporte até o momento     | Meses com suporte até o momento             | Meses com suporte após a descontinuação até o momento | Meses com suporte após a descontinuação até o momento |
| Geração | Modelo                 | Anunciado              | Lançado                                                      | Descontinuado                                                  | Recursos               | Correções de bugs/atualizações de segurança | Recursos                            | Correções de bugs/atualizações de segurança | Recursos                                              | Correções de bugs/atualizações de segurança           |
| ------- | ---------------------- | ---------------------- | ------------------------------------------------------------ | -------------------------------------------------------------- | ---------------------- | ------------------------------------------- | ----------------------------------- | ------------------------------------------- | ----------------------------------------------------- | ----------------------------------------------------- |
| 1       | iPhone                 | 9 de janeiro de 2007   | 29 de junho de 2007                                          | 11 de julho de 2008                                            | 21 de junho de 2010    | 21 de junho de 2010                         | 35 meses                            | 35 meses                                    | 23 meses                                              | 23 meses                                              |
| 2       | iPhone 3G              | 9 de junho de 2008     | 11 de julho de 2008                                          | 7 de junho de 2010                                             | 9 de março de 2011     | 9 de março de 2011                          | 31 meses                            | 31 meses                                    | 9 meses                                               | 9 meses                                               |
| 3       | iPhone 3GS             | 8 de junho de 2009     | 19 de junho de 2009                                          | 12 de setembro de 2012                                         | 18 de setembro de 2013 | 21 de fevereiro de 2014                     | 50 meses                            | 56 meses                                    | 12 meses                                              | 17 meses                                              |
| 4       | iPhone 4               | 7 de junho de 2010     | 24 de junho de 2010 11 de fevereiro de 2011 (modelo CDMA)    | 10 de setembro de 2013                                         | 17 de setembro de 2014 | 17 de setembro de 2014                      | 50 meses 43 meses (modelo CDMA)     | 50 meses 43 meses (modelo CDMA)             | 12 meses                                              | 12 meses                                              |
| 5       | iPhone 4s              | 4 de outubro de 2011   | 14 de outubro de 2011                                        | 9 de setembro de 2014                                          | 13 de setembro de 2016 | 22 de julho de 2019                         | 58 meses                            | 93 meses                                    | 24 meses                                              | 58 meses                                              |
| 6       | iPhone 5               | 12 de setembro de 2012 | 21 de setembro de 2012                                       | 10 de setembro de 2013                                         | 19 de setembro de 2017 | 22 de julho de 2019                         | 59 meses                            | 82 meses                                    | 48 meses                                              | 70 meses                                              |
| 6       | iPhone 5c              | 10 de setembro de 2013 | 20 de setembro de 2013                                       | 9 de setembro de 2015                                          | 19 de setembro de 2017 | 19 de setembro de 2017                      | 45 meses                            | 45 meses                                    | 22 meses                                              | 22 meses                                              |
| 7       | iPhone 5s              | 10 de setembro de 2013 | 20 de setembro de 2013                                       | 21 de março de 2016                                            | 19 de setembro de 2019 | 23 de janeiro de 2023                       | 71 meses                            | 112 meses                                   | 41 meses                                              | 82 meses                                              |
| 8       | iPhone 6               | 9 de setembro de 2014  | 19 de setembro de 2014 10 de março de 2017 (modelo de 32 GB) | 7 de setembro de 2016 12 de setembro de 2018 (modelo de 32 GB) | 19 de setembro de 2019 | 23 de janeiro de 2023                       | 60 meses 30 meses (modelo de 32 GB) | 100 meses 70 meses (modelo de 32 GB)        | 36 meses 12 meses (modelo de 32 GB)                   | 76 meses 52 meses (modelo de 32 GB)                   |
| 8       | iPhone 6 Plus          | 9 de setembro de 2014  | 19 de setembro de 2014                                       | 7 de setembro de 2016                                          | 19 de setembro de 2019 | 23 de janeiro de 2023                       | 60 meses                            | 100 meses                                   | 36 meses                                              | 76 meses                                              |
| 9       | iPhone 6s              | 9 de setembro de 2015  | 25 de setembro de 2015                                       | 12 de setembro de 2018                                         | 12 de setembro de 2022 | suportado (apenas correções de bugs)        | 83 meses                            | 117 meses                                   | 48 meses                                              | 81 meses                                              |
| 9       | iPhone 6s Plus         | 9 de setembro de 2015  | 25 de setembro de 2015                                       | 12 de setembro de 2018                                         | 12 de setembro de 2022 | suportado (apenas correções de bugs)        | 83 meses                            | 117 meses                                   | 48 meses                                              | 81 meses                                              |
| 9       | iPhone SE (1ª geração) | 21 de março de 2016    | 31 de março de 2016                                          | 12 de setembro de 2018                                         | 12 de setembro de 2022 | suportado (apenas correções de bugs)        | 77 meses                            | 111 meses                                   | 48 meses                                              | 81 meses                                              |
| 10      | iPhone 7               | 7 de setembro de 2016  | 16 de setembro de 2016                                       | 10 de setembro de 2019                                         | 12 de setembro de 2022 | suportado (apenas correções de bugs)        | 71 meses                            | 105 meses                                   | 36 meses                                              | 70 meses                                              |
| 10      | iPhone 7 Plus          |                        |                                                              |                                                                | 12 de setembro de 2022 | suportado (apenas correções de bugs)        |                                     |                                             |                                                       |                                                       |
| 11      | iPhone 8               | 12 de setembro de 2017 | 22 de setembro de 2017                                       | 15 de abril de 2020                                            | 18 de setembro de 2023 | suportado (apenas correções de bugs)        | 93 meses                            | 93 meses                                    | 62 meses                                              | 62 meses                                              |
| 11      | iPhone 8 Plus          |                        | 22 de setembro de 2017                                       | 15 de abril de 2020                                            | 18 de setembro de 2023 | suportado (apenas correções de bugs)        | 93 meses                            | 93 meses                                    | 62 meses                                              | 62 meses                                              |
| 11      | iPhone X               | 3 de novembro de 2017  | 12 de setembro de 2018                                       | 92 meses                                                       | 92 meses               | suportado (apenas correções de bugs)        | 81 meses                            | 81 meses                                    |                                                       |                                                       |
| 12      | iPhone XR              | 12 de setembro de 2018 | 26 de outubro de 2018                                        | 14 de setembro de 2021                                         | Suportado              | Suportado                                   | 80 meses                            | 80 meses                                    | 45 meses                                              | 45 meses                                              |
| 12      | iPhone XS              | 12 de setembro de 2018 | 21 de setembro de 2018                                       | 10 de setembro de 2019                                         | Suportado              | Suportado                                   | 81 meses                            | 81 meses                                    | 70 meses                                              | 70 meses                                              |
| 12      | iPhone XS Max          | 12 de setembro de 2018 | 21 de setembro de 2018                                       | 10 de setembro de 2019                                         | Suportado              | Suportado                                   | 81 meses                            | 81 meses                                    | 70 meses                                              | 70 meses                                              |
| 13      | iPhone 11              | 10 de setembro de 2019 | 20 de setembro de 2019                                       | 7 de setembro de 2022                                          | Suportado              | Suportado                                   | 69 meses                            | 69 meses                                    | 34 meses                                              | 34 meses                                              |
| 13      | iPhone 11 Pro          | 10 de setembro de 2019 | 20 de setembro de 2019                                       | 13 de outubro de 2020                                          | Suportado              | Suportado                                   | 69 meses                            | 69 meses                                    | 56 meses                                              | 56 meses                                              |
| 13      | iPhone 11 Pro Max      | 10 de setembro de 2019 | 20 de setembro de 2019                                       | 13 de outubro de 2020                                          | Suportado              | Suportado                                   | 69 meses                            | 69 meses                                    | 56 meses                                              | 56 meses                                              |
| 13      | iPhone SE (2ª geração) | 15 de abril de 2020    | 24 de abril de 2020                                          | 8 de março de 2022                                             | Suportado              | Suportado                                   | 62 meses                            | 62 meses                                    | 40 meses                                              | 40 meses                                              |
| 14      | iPhone 12              | 13 de outubro de 2020  | 23 de outubro de 2020                                        | 12 de setembro de 2023                                         | Suportado              | Suportado                                   | 56 meses                            | 56 meses                                    | 21 meses                                              | 21 meses                                              |
| 14      | iPhone 12 Mini         | 13 de outubro de 2020  | 13 de novembro de 2020                                       | 7 de setembro de 2022                                          | Suportado              | Suportado                                   | 55 meses                            | 55 meses                                    | 34 meses                                              | 34 meses                                              |
| 14      | iPhone 12 Pro          | 13 de outubro de 2020  | 23 de outubro de 2020                                        | 14 de setembro de 2021                                         | Suportado              | Suportado                                   | 56 meses                            | 56 meses                                    | 45 meses                                              | 45 meses                                              |
| 14      | iPhone 12 Pro Max      | 13 de outubro de 2020  | 13 de novembro de 2020                                       | 14 de setembro de 2021                                         | Suportado              | Suportado                                   | 55 meses                            | 55 meses                                    | 45 meses                                              | 45 meses                                              |
| 15      | iPhone 13              | 14 de setembro de 2021 | 24 de setembro de 2021                                       | Em produção                                                    | Em produção            | Em produção                                 | 45 meses                            | 45 meses                                    | Em produção                                           | Em produção                                           |
| 15      | iPhone 13 Mini         | 14 de setembro de 2021 | 24 de setembro de 2021                                       | 12 de setembro de 2023                                         | Suportado              | Suportado                                   | 45 meses                            | 45 meses                                    | 21 meses                                              | 21 meses                                              |
| 15      | iPhone 13 Pro          | 14 de setembro de 2021 | 24 de setembro de 2021                                       | 7 de setembro de 2022                                          | Suportado              | Suportado                                   | 45 meses                            | 45 meses                                    | 34 meses                                              | 34 meses                                              |
| 15      | iPhone 13 Pro Max      | 14 de setembro de 2021 | 24 de setembro de 2021                                       | 7 de setembro de 2022                                          | Suportado              | Suportado                                   | 45 meses                            | 45 meses                                    | 34 meses                                              | 34 meses                                              |
| 15      | iPhone SE (3ª geração) | 8 de março de 2022     | 18 de março de 2022                                          | Em produção                                                    | Em produção            | Em produção                                 | 39 meses                            | 39 meses                                    | Em produção                                           | Em produção                                           |
| 16      | iPhone 14              | 7 de setembro de 2022  | 16 de setembro de 2022                                       | Em produção                                                    | Em produção            | Em produção                                 | 33 meses                            | 33 meses                                    | Em produção                                           | Em produção                                           |
| 16      | iPhone 14 Plus         | 7 de setembro de 2022  | 7 de outubro de 2022                                         | Em produção                                                    | Em produção            | Em produção                                 | 33 meses                            | 33 meses                                    | Em produção                                           | Em produção                                           |
| 16      | iPhone 14 Pro          | 7 de setembro de 2022  | 16 de setembro de 2022                                       | 12 de setembro de 2023                                         | Suportado              | Suportado                                   | 33 meses                            | 33 meses                                    | 21 meses                                              | 21 meses                                              |
| 16      | iPhone 14 Pro Max      | 7 de setembro de 2022  | 16 de setembro de 2022                                       | 12 de setembro de 2023                                         | Suportado              | Suportado                                   | 33 meses                            | 33 meses                                    | 21 meses                                              | 21 meses                                              |
| 17      | iPhone 15              | 12 de setembro de 2023 | 22 de setembro de 2023                                       | Próximo                                                        | Próximo                | Próximo                                     | 21 meses                            | 21 meses                                    | Próximo                                               | Próximo                                               |
| 17      | iPhone 15 Plus         | 12 de setembro de 2023 | 22 de setembro de 2023                                       | Próximo                                                        | Próximo                | Próximo                                     | 21 meses                            | 21 meses                                    | Próximo                                               | Próximo                                               |
| 17      | iPhone 15 Pro          | 12 de setembro de 2023 | 22 de setembro de 2023                                       | Próximo                                                        | Próximo                | Próximo                                     | 21 meses                            | 21 meses                                    | Próximo                                               | Próximo                                               |
| 17      | iPhone 15 Pro Max      | 12 de setembro de 2023 | 22 de setembro de 2023                                       | Próximo                                                        | Próximo                | Próximo                                     | 21 meses                            | 21 meses                                    | Próximo                                               | Próximo                                               |
| 18      | iPhone 16              | 9 de setembro de 2024  | 13 de setembro de 2024                                       |                                                                |                        |                                             |                                     |                                             |                                                       |                                                       |
| 18      | iPhone 16 Plus         | 9 de setembro de 2024  | 13 de setembro de 2024                                       |                                                                |                        |                                             |                                     |                                             |                                                       |                                                       |
| 18      | iPhone 16 Pro          | 9 de setembro de 2024  | 13 de setembro de 2024                                       |                                                                |                        |                                             |                                     |                                             |                                                       |                                                       |
| 18      | iPhone 16 Pro Max      | 9 de setembro de 2024  | 13 de setembro de 2024                                       |                                                                |                        |                                             |                                     |                                             |                                                       |                                                       |

## iOS suportado
| Modelo                                | iPhone | iPhone | iPhone | iPhone | iPhone | iPhone | iPhone | iPhone | iPhone     | iPhone       | iPhone | iPhone     | iPhone     | iPhone |     |             |     |                     |
| Modelo                                | 1º     | 3G     | 3GS    | 4      | 4S     | 5      | 5C     | 5S     | 6 e 6 Plus | 6S e 6S Plus | SE     | 7 e 7 Plus | 8 e 8 Plus | X      | XR  | XS e XS Max | 11  | 11 Pro e 11 Pro Max |
| ------------------------------------- | ------ | ------ | ------ | ------ | ------ | ------ | ------ | ------ | ---------- | ------------ | ------ | ---------- | ---------- | ------ | --- | ----------- | --- | ------------------- |
| iOS 13                                | Não    | Não    | Não    | Não    | Não    | Não    | Não    | Não    | Não        | Sim          | Sim    | Sim        | Sim        | Sim    | Sim | Sim         | Sim | Sim                 |
| iOS 12                                | Não    | Não    | Não    | Não    | Não    | Não    | Não    | Sim    | Sim        | Sim          | Sim    | Sim        | Sim        | Sim    | Sim | Sim         |     |                     |
| iOS 11                                | Não    | Não    | Não    | Não    | Não    | Não    | Não    | Sim    | Sim        | Sim          | Sim    | Sim        | Sim        | Sim    |     |             |     |                     |
| iOS 10.3.3                            | Não    | Não    | Não    | Não    | Não    | Sim    | Sim    | Sim    | Sim        | Sim          | Sim    | Sim        |            |        |     |             |     |                     |
| iOS 9.3.5                             | Não    | Não    | Não    | Não    | Sim    | Sim    | Sim    | Sim    | Sim        | Sim          | Sim    |            |            |        |     |             |     |                     |
| iOS 8.4.1                             | Não    | Não    | Não    | Não    | Sim    | Sim    | Sim    | Sim    | Sim        |              |        |            |            |        |     |             |     |                     |
| iOS 7.1.2                             | Não    | Não    | Não    | Sim    | Sim    | Sim    | Sim    | Sim    |            |              |        |            |            |        |     |             |     |                     |
| iOS 6.1.3/6.1.4/6.1.6                 | Não    | Não    | Sim    | Sim    | Sim    | Sim    |        |        |            |              |        |            |            |        |     |             |     |                     |
| iOS 5.1.1                             | Não    | Não    | Sim    | Sim    | Sim    |        |        |        |            |              |        |            |            |        |     |             |     |                     |
| iOS 4.2.1/4.2.10/4.3.5                | Não    | Sim    | Sim    | Sim    |        |        |        |        |            |              |        |            |            |        |     |             |     |                     |
| iPhone OS 3 iPhone OS 3.1.3/iOS 3.2.2 | Sim    | Sim    | Sim    |        |        |        |        |        |            |              |        |            |            |        |     |             |     |                     |